# Chidi Odiah
Chidi Odiah (17 december 1983) is een Nigeriaans voetballer. Hij speelt nu voor CSKA Moskou. Hij speelde eerder voor Eagle Cement, Julius Berger FC en Sheriff Tiraspol. Hij speelde 15 keer voor het Nigeriaans voetbalelftal. Hij nam met zijn vaderland deel aan het WK voetbal 2010 in Zuid-Afrika, waar The Super Eagles onder leiding van de Zweedse bondscoach Lars Lagerbäck voortijdig werden uitgeschakeld in een groep met Argentinië, Griekenland en Zuid-Korea.

## Erelijst
| Prijs             | Jaar | Club        |
| ----------------- | ---- | ----------- |
| Beker van Rusland | 2005 | CSKA Moskou |
| Premjer-Liga      | 2005 | CSKA Moskou |
| UEFA Cup          | 2005 | CSKA Moskou |
| Beker van Rusland | 2006 | CSKA Moskou |
| Premjer-Liga      | 2006 | CSKA Moskou |